# Conophytum albiflorum
Conophytum albiflorum är en isörtsväxtart som först beskrevs av Rawe, och fick sitt nu gällande namn av Steven A. Hammer. Conophytum albiflorum ingår i släktet Conophytum, och familjen isörtsväxter. Inga underarter finns listade i Catalogue of Life.